# ضياء الدين برني
ضياء الدين بَرَني (1285-1357م) مؤرخ ومفكر سياسي مسلم عاش في سلطنة دلهي (شمال الهند اليوم) إبان حكم كل من محمد بن تغلق وفيروز شاه تغلق. عرف بكتابه تاريخ فيروز شاهي وهو كتاب تاريخي كبير باللغة الفارسية عن الهند في العصور الوسطى ويغطي الفترة من حكم غياث الدين بلبن إلى الست سنوات الأولى من حكم فيروز شاه تغلق أي من (662هـ - 1263م) إلى (758هـ - 1357م). له أيضاً كتاب فتاوى جهان داري والذي يتناول بالتفصيل النظام الطبقي في المجتمع المسلم في جنوب آسيا.

## حياته
ولد لعائلة مسلمة من علية القوم سنة 1285م وكان والده وعمه وجده يشغلون مناصب رفيعة في حكومة سلطنة دلهي. تنحدر عائلته من مدينة بلند شهر. جده لأمه كان موظفاً مهماً لدى غياث الدين بلبن ووالده مؤيد الملك شغل منصب «نائب» لدى أركلي خان ابن جلال الدین فیروز خلجی. عمه علاء الملك كان الكُتوَل (رئيس الشرطة) في دلهي إبان حكم علاء الدين خلجي. ترعرع في وسط مثقف وكان من مريدي نظام الدين أولياء وصديقاً مقرباً للموسيقي والشاعر الهندي أمير خسرو ويبدوا أنه عاش حياته منعماً غير مبالٍ. لم يتقلد ضياء الدين برني أي منصب ولكنه كان «نديم» (نديماً) لمحمد بن تغلق لسبعة عشر عاماً. بعد موت محمد بن تغلق الذي لا نسل له في حملة لقمع تمرد في السند فقد الحظوة التي كان يتمتع بها لدى البلاط إثر تشجيعه لخواجة جهان الذي كان متصرفاً في غياب السلطان بتنصيب ولد صغير سلطاناً دون أن يعلما أن فيروز بن تغلق وهو من أبناء عمومة محمد بن تغلق قد بويع من قبل الجيش وأفراد الحاشية ممن كانوا في السند. سجن لخمسة أشهر في قلعة بهاتنير (Bhatner fort) وهمّ بعض رجالات البلاط بقتله ولكن فيروز بن تغلق حال دون وقوع ذلك ولكنه مع ذلك صادر أملاكه وحرمه البلاط فصار فقيراً بين ليلة وضحاها. حدث كل هذا عندما كان برني في التاسعة والستين. بعد الذي حل به قرر برني أن يكتب سيرة للرسول (سناء محمدي) ليكفر بها عن سيئاته ومن خلال هذا العمل تمكن من فن التصنيف وطفق يكتب الكتاب تلو الآخر. وهو من النوادر في التاريخ في بدئه الكتابة في هذه السن المتأخرة. كتب كذلك مؤلفين تناول فيهما الحكم والدين والتاريخ وبهما كان يتمنى أن ينال رضا السلطان الجديد لكنه لم يفلح في ذلك إذ لم يكرمه السلطان على الكتابين ومات على فقره سنة 1357م في خانقاه نظام الدين أولياء.

## أعماله

### فتاوى جهان داري
كتاب يضم المبادئ السياسية التي ينبغي على الحاكم المسلم اتباعها لينال الثواب ويرضي العباد. ويوصي فيه بفرز المجتمع إلى أشراف (الطبقة العليا) وأجلاف (الطبقة السفلى) وأرذال (الطبقة المنبوذة).

### تاريخ فيروز شاهي
أو تاريخ فيروز شاه هو كتاب يؤرخ لسلطنة دلهي من بدايتها إلى فترة حكم فيروز شاه تغلق. يشير فيه برني إلى أن من يتبع القواعد المسطرة فيه من السلاطين قد نجح في مسعاه ومن لا يتبعها أو من يأثم فقد فشل.
يعتبر مؤرخو العصر الحديث «تاريخ فيروز شاهي» مصدراً موثوقاً ومع أن برني كان كثيراً ما يشير إلى مصادر معلوماته لكنه على ما يبدو لم يرجع لمؤلفات عصره وقد أدى ذلك إلى وصف غير دقيق لحروب علاء الدين خلجي على جيتور ورانتاهامبور ومالوا وحملة ملك كافور على هضبة الدكن.
اعتمد الكثير من المؤرخين اللاحقين في العصر الوسيط بالهند على كتاب تاريخ فيروز شاهي كمصدر للفترة التي غطاها الكتاب ومنهم نظام الدين أحمد وعبد القادر الهندي البداوني ومحمد قاسم فرشته وغيرهم.

### أعمال أخرى
يذكر له أمير حسن سجزي أعمالاً أخرى هي:
- صلوات كبير
- سناء محمدي
- حسرتنامه
- عنايتنامه
- معاصر سعادت